# Pseudabutilon thurberi
Pseudabutilon thurberi là một loài thực vật có hoa trong họ Cẩm quỳ. Loài này được (A. Gray) Fryxell miêu tả khoa học đầu tiên năm 1997.